# Peter Chiarelli
Peter Chiarelli (né le 5 août 1964 à Nepean, dans la province de l'Ontario au Canada) est un joueur et dirigeant professionnel canadien de hockey sur glace. Il a exercé la fonction de directeur général des Bruins de Boston et des Oilers d'Edmonton, dans la Ligue nationale de hockey.

## Biographie
Chiarelli joue pendant quatre saisons pour l'université de Harvard puis une saison dans la British Hockey League. Il possède un diplôme en économie et un diplôme en droit. Agent de joueur, il rejoint en 1999 les Sénateurs d'Ottawa comme directeur des relations juridiques. Il est nommé directeur général des Bruins en mai 2006 pour remplacer Mike O'Connel démis de ses fonctions en mars. En 2009, il obtient une prolongation de contrat de quatre ans supplémentaires. Il est démis de ses fonctions chez les Bruins, le 15 avril 2015, à la suite de la non-participation de ceux-ci aux séries éliminatoires de la Ligue nationale de hockey. Dix jours plus tard, il est engagé comme directeur général et président des opérations hockey par les Oilers d'Edmonton. Il est congédié le 23 janvier 2019.

## Statistiques de carrière
| Saison    | Équipe              | Ligue |    | Saison régulière | Saison régulière | Saison régulière | Saison régulière | Saison régulière |   | Séries éliminatoires | Séries éliminatoires | Séries éliminatoires | Séries éliminatoires | Séries éliminatoires |
| Saison    | Équipe              | Ligue | PJ | B                | A                | Pts              | Pun              | PJ               | B | A                    | Pts                  | Pun                  |                      |                      |
| 1983-1984 | Crimson d'Harvard   | NCAA  | 27 | 4                | 8                | 12               | 18               | -                | - | -                    | -                    | -                    |                      |                      |
| 1984-1985 | Crimson d'Harvard   | NCAA  | 17 | 5                | 2                | 7                | 6                | -                | - | -                    | -                    | -                    |                      |                      |
| 1985-1986 | Crimson d'Harvard   | NCAA  | 31 | 4                | 11               | 15               | 16               | -                | - | -                    | -                    | -                    |                      |                      |
| 1986-1987 | Crimson d'Harvard   | NCAA  | 34 | 8                | 7                | 15               | 30               | -                | - | -                    | -                    | -                    |                      |                      |
| 1987-1988 | Nottingham Panthers | BHL   | 4  | 4                | 9                | 13               | 2                | -                | - | -                    | -                    | -                    |                      |                      |